# Parentelopes
Parentelopes – rodzaj chrząszczy z rodziny kózkowatych i podrodziny zgrzypikowych.

## Zasięg występowania
Przedstawiciele tego rodzaju występują w Wietnamie oraz na Borneo.

## Systematyka
Do Parentelopes należą 2 gatunki:
- Parentelopes albomaculatus
- Parentelopes kalimantanus